# Arts précolombiens en Équateur
Cet article fournit diverses informations sur l'art en Équateur avant l'arrivée des Européens.

## Chronologie
- Le formatif est une période très longue, qui couvre les IIIe, IIe et Ier millénaires avant notre ère jusqu’à 500/300 av. J.-C., divisée en trois : ancien, moyen et récent ;
- suit une phase de développement régional (200 av. J.-C.– 700 apr. J.-C.) ;
- puis une phase d’intégration (500 – conquête), qui est en fait une amélioration des acquis régionaux. Ce dernier développement a lieu uniquement au sud, le nord se dépeuplant.

## La Période Formative (-3500 - 500av. J.-C.)

### Culture Valdivia (formatif ancien:IVemillénaireav. J.-C.– 1800 av. J.-C.)

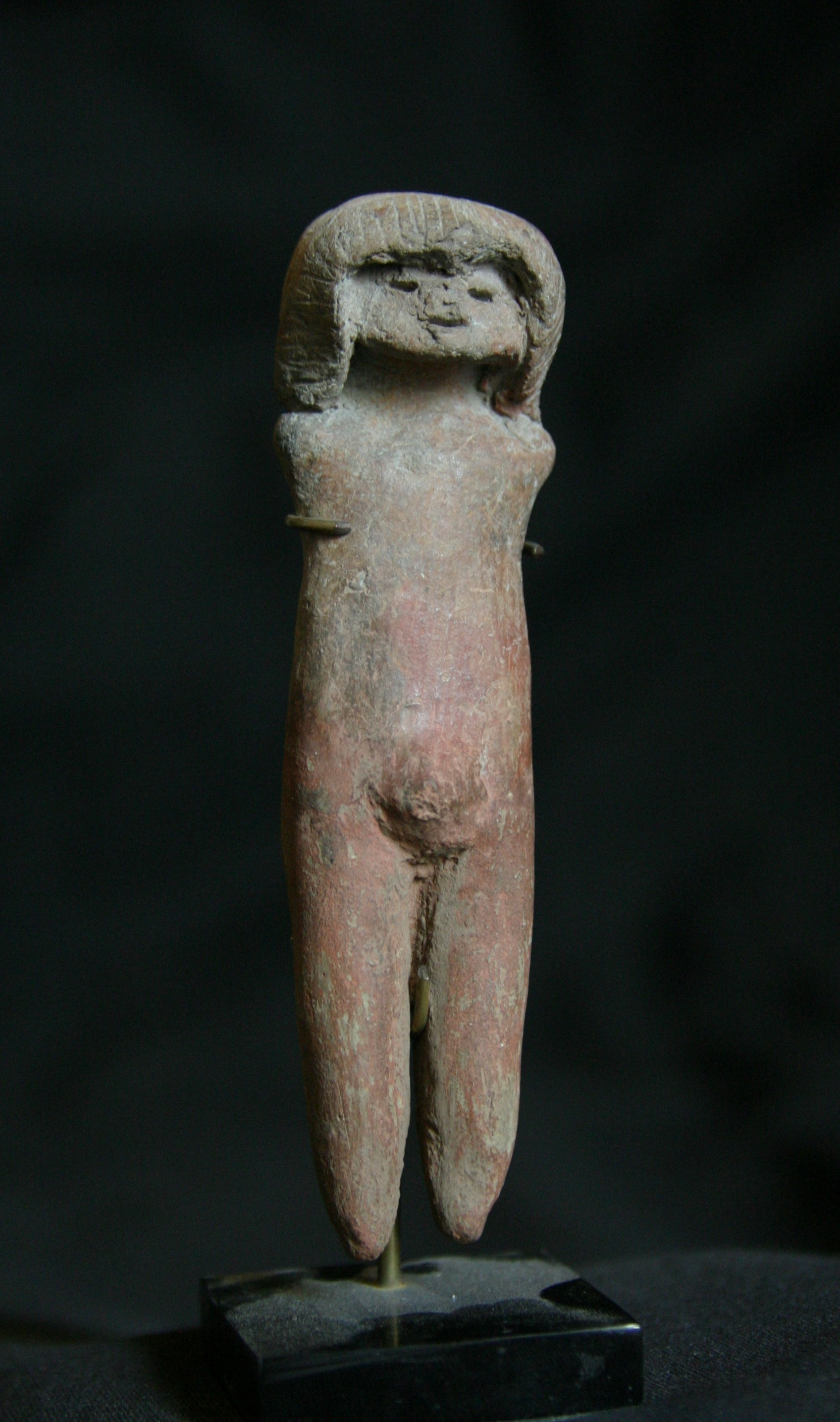
Statuette masculine
Lombards Museum.

À l'inverse de nombreuses hypothèses d'arrivées étrangères (notamment japonaises), la céramique semble avoir été introduite de manière indigène dans la culture de Valdivia. En général, sont composées en cette technique des figurines de femmes nues (rarement des hommes). Leurs traits et leur chevelure sont ponctués ou incisés, les bras se trouvant le plus souvent réduits à des moignons. Il existe également de telles représentations taillées dans de la roche tendre. 
Huit phases successives peuvent être distinguées dans la représentation féminine, qui se marquent par une évolution dans la précision de la représentation du visage. Une coiffure en forme de casque, appliquée à la fin de la fabrication, se met rapidement en place, mais le hiératisme de ces figurines se perpétue dans le temps.  
Plusieurs hypothèses concernant leur fonction ont cours : Correspondaient-elles à un culte de fertilité (il existe quelques représentations de femmes enceintes), étaient-elles utilisées lors de rites chamanistes, par exemple pour ôter des maladies (comme le laisseraient penser certains exemplaires bicéphales) ?

### La culture Machalilla (vers 1800av. J.-C.)
Cette civilisation, située sur la côte centrale, est née d’une dernière phase de la civilisation Valdivia. Elle se distingue notamment par sa production céramique très particulière.  
Les représentations féminines sont situées sur des céramiques creuses, qui servaient sans doute de récipients. La tête paraît disproportionnée par rapport au corps, et les yeux sont pour la première fois traités « en grain de café », par des ajouts. De plus, les oreilles sont souvent trouées pour y glisser des ornements, et des motifs géométrisant peints en marron, alors que la céramique est engobée de beige, ce qui pourrait figurer des tatouages, ou servir simplement  de décor. 

### La culture Chorrera (1500 – 500/300av. J.-C.)
Cette culture s’étend sur la plus grande partie de la côte équatorienne, et connaît différentes phases selon les endroits (nord ou sud de l’Équateur). On remarque une importante diversification de l’art plastique. 
Fine et légère, la céramique chorrera est décorée par des incisions, des éléments modelés, de la peinture de couleur rouge, crème et noir. (Le noir est obtenu en recouvrant certaines parties d’un enduit, qui devient noir lors d’une seconde cuisson). La type principal est un vase, souvent anthropomorphe ou zoomorphe, avec un goulot vertical contre lequel s’appuie une anse. La culture Chorrera est aussi marquée par l’apparition des vases siffleurs.
Mais il existe aussi des figurines féminines, toujours en céramique, qui possèdent un décor géométrique incisé (représentation de peintures corporelles ou de vêtements ?). Elles portent souvent des boucles d’oreilles en rond de serviette, un collier et une coiffure en forme de casque, tandis que les yeux et les lèvres sont traités en grain de café et les épaules, très développées. La représentation est toujours frontale, en symétrie verticale, et la statuette figée dans une attitude hiératique, sans présenter de sentiments.
Parfois, certaines de ces femmes en argile tiennent de petits personnages : s’agirait-il d’une allusion à la maternité ? À moins que la figure féminine ne représente une divinité ou un personnage rituel tenant un être humain ?

## La Période du Développement Régional (200av. J.-C.– 700)

### La culture Tumaco-La Tolita
L'art de cette culture comprend à la fois de la céramique et de l'orfèvrerie. 

#### Céramique
Figurines et statuettes moulées ou modelées, rehaussées de peinture après cuisson constituent la principale production céramique de la culture Tumaco-La Tolita, mais la région étant hyper-humide, on note de nombreux problèmes de conservation des objets en terre cuite, notamment un effacement des pigments. 
L'iconographie comprend divers personnages, des hommes-félins, des jaguars, des maisons... Les personnages portant un récipient sur leur dos sont appelés canastero, du mot canasta qui signifie hotte, panier. 
On remarquera l'apparition d'une figure vouée à un long avenir : celle du chaman mastiquant de la coca mêlée à de la chaux, repérable à ses nombreux ornements (boucles d’oreilles, colliers, bracelets de jambes, nariguera, coiffe en forme de U, etc.) et à une protubérance sur sa joue. Parfois, il dispose d'un sexe amovible, ou possède des attributs animaux (griffes aux doigts et aux pattes, tête avec crocs, langue qui pend, mufle, etc.), les chamans étant censés se transformer en animaux comme des chauves-souris ou des jaguars. 
Deux styles distincts se côtoient : l'un caractérisé par des attitudes très frontales, avec une forte symétrie bilatérale, tandis que l'autre fait montre d'un certain naturalisme. Quoi qu'il en soit, on remarque quasiment toujours une plus grande réalité anatomique, avec des représentations de visages plus fidèles.

#### Orfèvrerie
L'orfèvrerie de cette culture est la plus ancienne connue pour l’Équateur. Elle se développe entre 600 av. J.-C.et 300 apr. J.-C., grâce à la rivière de La Tolita-Tumaco, très riche en alluvions aurifères, argentifères ou platinifères. 
Les techniques employées sont variées : laminage, martelage, découpage, repoussé, soudure, filigrane, incrustation de turquoise et de platine, et un grand raffinement à cours. Ainsi, dans certains masques, on trouve les iris des yeux en platine, les pupilles incrustées d'esméraldite, sans compter des soudures, des filigranes...  Les formes aussi restent diversifiées : on trouve des pectoraux, des masques, des pendeloques... Souvent, un personnage antropo-zoomorphe (chaman en transformation) est figuré sur les pièces, au repoussé ou en incrustations. 
On signalera une pièce assez exceptionnelle : le « Soleil » du musée de Quito, un visage humain traité au repoussé, entouré d'une coiffe rayonnante.

### La culture Jama Coaque
Cette culture, très proche de Tumaco-La Tolita, s'en distingue par son style surchargé. 
On trouve dans l'iconographie divers personnages : des prêtres, des dignitaires, des chamans, dont l’importante parure est rendue avec un luxe de détails. Comme pour la culture précédente, on note parfois une forte frontalité, avec une symétrie bilatérale marquée, ou au contraire un penchant pour le naturalisme. Ainsi, on connaît une représentation d'un personnage assis en train de décoller des parasites de la plante de ses pieds. 
L'homme au poncho vert, (ou plutôt les hommes au poncho vert, car il en existe plusieurs représentations connues) est un des objets les plus célèbres de l'art équatorien. Cette représentation humaine complexe, se distingue par de nombreux ornements, sur ses jambes, cousus sur sa tunique, au visage (labret, nariguera, boucles d’oreilles en disque), ainsi que par une importante polychromie. Des éléments sont rendus par la technique du pastillage.
Personnage assis sur un banc, céramique

### La culture Bahía
Cette civilisation se développe dans un territoire limité, sur la côte centrale de l’Équateur, au sud de la ville moderne de Bahia. 
Le style de la céramique de la culture Bahia de Caraquez est plus expressionniste, avec une polychromie vive et contrastée (rouge, jaune, vert, noir...) et une grande variété d'expressions sur les visages. On retrouve le traditionnel chaman mastiquant de la coca et/ou en transformation animale, mais également des personnages féminins ou guerriers.

### La culture Guangala
La céramique de la civilisation Guangala était sans doute fabriquée au moule, ce qui rend le relief plus mou. En général, les personnages représentés sont féminins, les ornements marqués par des incisions ou des pastillages et les visages plutôt inexpressifs. Des couleurs étaient rendues grâce à des engobes. 

### La culture de la Sierra du nord
Cette culture s'étale à la fois en Colombie, où elle prend le nom de Nariño, et en Équateur, où on l'appelle Carchi. On connaît une production céramique, comme un groupe de coqueros (mâcheurs de coca), avec des hommes assis sur un banc, et des femmes posées à même le sol.

## La période d’intégration (vers 650/800 – 1532)
Au cours de la Période d'Intégration, plusieurs groupes culturels occupaient le littoral équatorien, parmi eux: les Atacames (près la frontière colombienne), les Jama-Coaque (II), les Manteño-Guancavilca, et le Milagro-Quevedos (connus également sous le nom de Chonos).

### La culture Manteño-Huancavilca

#### Politique et culture
Alors que se crée un grand vide culturel au nord, avec une disparition ou tout au moins une forte diminution des populations, la culture Manteña-Huancavilca émerge sur le centre du littoral (centre et sud de la province de Manabí et nord de celle du Guayas) et unifie une grande partie de la côte équatorienne, créant une « Ligue commerçante maritime » qui permet le commerce de spondyles, de métaux, etc.

#### Céramique
Malgré une simplification des formes, la céramique se situe toujours dans la continuité des développements régionaux. On trouve ainsi des récipients de céramique noire, ou encore des « encensoirs » à la fonction encore énigmatique. Servaient-ils à brûler des bois odorants ? Comme socle pour des récipients ? Il en existe un groupe de quarante environ, tous réalisés sur le même type : un trône avec un personnage assis en position hiératique (dignitaire), dont la coiffe forme un récipient. Sa main est systématiquement repliée au niveau des premières phalanges (medio pugno), ce qui indique sans doute une valeur symbolique. Les visages diffèrent néanmoins d'une pièce à l'autre quoique restant toujours dans le même style : il s'agirait donc de la  représentation d’un individu particulier (chef religieux ?). Les boucles d’oreilles sont très importantes, qu'elles soient constituées de métal et rapportées, ou en céramique. 

#### Sculpture en pierre
La sculpture en pierre tendre se divise en trois types : 
- des stèles en position frontale, avec la partie inférieure sans décor car l'objet devait être enterré. S'y trouve en général représenté un personnage féminin avec une coiffe en U inversé très géométrique et la main repliée en medio pugno, tandis qu'il est entouré par deux animaux auxiliaires de profil ;
- des représentations anthropomorphes, en général masculines, portant des ornements (collier, nariguera) ;
- des colonnes de petite taille (max. 50 cm)furent mises au jour dans les sites tels qu'Agua Blanca, Cerro de Hojas, Cerro Jaboncillo, etc. Elles peuvent être cylindriques ou parallélépipèdiques ;
- des trônes, parfois très petits, comportant en partie supérieure un animal (félin, chauve souris), sur une représentation humaine à 4 pattes, les mains repliés en medio pugno.

#### Orfèvrerie
L'orfèvrerie reste rare, mais on connaît des masques funéraires en or représentant une tête humaine au repoussé, avec des ajouts d'argent (coiffure, par exemple). 
La culture de Manteño-Huancavilca disparaît rapidement à l’arrivée des Espagnols, notamment en raison des maladies occidentales, favorisées par la chaleur et l’humidité.